# Campeonato do Circuito de Snooker de 2023
O Campeonato da Turnê de 2023 ou Tour Championship de 2023 será um torneio de snooker profissional que acontecerá de 27 de março a 2 de abril de 2023 na Bonus Arena em Hull, na Inglaterra. Organizado pelo World Snooker Tour, circuito mundial profissional, será a penúltima provado ranking da temporada de snooker de 2022–23, e contará com a presença apenas dos oitos melhores jogadores do ranking de um ano [ou ranking da temporada].